# Purbadhala
Purbadhala (en bengali : পূর্বধলা) est une upazila du Bangladesh dans le district de Netrokona. En 1991, on y dénombrait 235 675 habitants.